# Азарьев, Александр Николаевич

Азарьев А. Н. — кадет

Алекса́ндр Никола́евич Аза́рьев (1871—1965) — русский офицер, полковник.

## Биография
Родился 16 ноября 1871 года. Православный. Сын полковника Николая Петровича Азарьева.
- Образование получил в Петровском Полтавском кадетском корпусе (1890).
- В службу вступил 01.09.1890.
- Окончил 1-е военное Павловское училище (1892).
- Выпущен подпоручиком (пр. 08.1892; ст. 05.08.1891) в Виленский 52-й пехотный полк.
- Поручик (ст. 05.08.1895).
- Штабс-капитан (ст. 06.05.1900).
- Офицер-воспитатель Киевского Владимирского кадетского корпуса (с 13.08.1900).
- Капитан (ст. 06.12.1902).
- Подполковник (ст. 06.12.1907).
- Полковник (1917).

Участник Белого движения в составе ВСЮР. В ноябре 1919 года в составе корпуса был эвакуирован в Одессу, а в январе 1920 года — в Югославию, где продолжал служить командиром роты и заведующим хозяйством Первого Русского кадетского корпуса.
Прослужил в корпусе до 1942 года, когда вышел на пенсию.
Умер в Белой Церкви (Югославия) в 1965 году. Похоронен на кадетском участке кладбища.

### Семья
- Отец — Азарьев, Николай Петрович — полковник.
- Братья:
  - Азарьев, Виктор Николаевич — полковник,
  - Азарьев, Митрофан Николаевич — генерал,
  - Азарьев, Николай Николаевич — генерал.

## Награды
- Орден Святой Анны 2-й степени (1909);
- Орден Святого Станислава 2-й степени (1909).